# Сеидов, Рахмет
Рахмет Сеидов (туркм. Rehmet Seýidow; 1910, с. Акдер, Хивинское ханство) ‒ 18 января 1955) — туркменский советский поэт, прозаик, либреттист

, переводчик, редактор. Народный писатель Туркменистана (туркм. Türkmenistanyň halk ýazyjysy).

## Биография
Родился в селе Акдер на территории Хивинского ханства (ныне — Халачский этрап, Лебапский велаят, Туркменистан).
С 1925 году вместе с детьми-сиротами воспитывался в районной школе-интернате. В 1926 году был принят в Чаржевское среднее профессиональное училище (бывший Чаржевский педагогический техникум) и успешно закончил его в 1930 году. В 1931 году работал директором сельской школы с. Бойнузын. В 1931—1935 годах учился на языково-литературном факультете Ашхабадского пединститута. В 1935 году окончил Ашхабадский педагогический институт.
В 1935—1937 годах — директор отдела Керкинского педагогического училища, в 1937—1939 годах — редактор Туркменского госиздательства, в 1939—1941 годах — директор литературного отдела Ашхабадской киностудии, в 1941—1942 годах — редактор газеты «Туркменистан». В 1942—1950 годах работал редактором Туркменского информационного агентства, с 1950 года и до конца жизни работал секретарём Союза писателей Туркменистана.

## Творчество
Дебютировал, как поэт в 1932 году. Творчество Р. Сеидова в 1930-х — начале 1940-х годов (поэмы «Дочь Лебаба», 1939; «Патриоты», 1942, и др.) тесно связано с фольклором.
В годы Великой Отечественной войны 1941—1945 годов им созданы зрелые реалистические произведения патриотического характера («Туркменам», «Подполковнику Белявскому» и др.). Автор (совместно с А. Н. Афиногеновым) либретто первой национальной оперы на современный сюжет «Счастливая молодость» (музыка А. К. Корчмарёва (1942). В 1946 году создал оперетту «Три свадьбы в доме».
Занимался переводами на туркменский язык произведений многих известных писателей и поэтов мировой литературы. Перевёл поэмы М. Ю. Лермонтова. Собственные стихи поэта также переведены на русский, украинский и другие языки.
В 1941 году вышел в свет его учебник «Учебник для юных грамотеев», написанный для учащихся средних школ.
В 1995 году Р. Сеидов был посмертно удостоен почётного звания «Народный писатель Туркменистана» за ценный вклад в развитие культуры и искусства страны, обогащение туркменской литературы современными произведениями, воспитание молодежи в духе безграничной любви, уважения и верности Родине.
В 2013 году сборник стихов поэта «Рахмет Сеидов» вышел в свет в Туркменском государственном издательстве.
Член КПСС с 1949 года.